# Padasuka (Warunggunung)
Padasuka is een bestuurslaag in het regentschap Lebak van de provincie Banten, Indonesië. Padasuka telt 5427 inwoners (volkstelling 2010).